# Вепсовская возвышенность
Ве́псовская возвы́шенность (традиционно употребительное название — Ве́псская возвы́шенность) — возвышенность на севере Восточно-Европейской равнины.
Расположена на западе Вологодской области (Вытегорский р-н) и на востоке Ленинградской области                 (Подпорожский, Бокситогорский, Тихвинский р-ны)
Наивысшая точка — гора Мальгора 60°40′41″ с. ш. 35°22′43″ в. д. высотой 304 м над уровнем моря, находящаяся на территории Вытегорского района Вологодской области.
В Ленинградской области наивысшей точкой является гора Гапсельга. Высота 291 метр над уровнем моря.
В основании возвышенности лежит валообразное структурное поднятие, породы каменноугольной системы перекрыты ледниковыми и водоледниковыми отложениями. Холмисто-моренный и камовый рельеф, характерны карстовые воронки; много озёр, в том числе «периодически исчезающих», их сохранение является одной из задач созданного в 1978 году Шимозерского государственного гидрологического природного заказника.
Обычно включается в состав Валдайской возвышенности.
Основные реки: Шокша, Оять, Капша, Паша, Тутока и Явосьма.